# Бакасір Алі Ахмед
Бакасір Алі Ахмед (1910, Сурабая, Індонезія — 1969) — єгипетський письменник.

## Життєпис
Перші свої твори він друкував у 1934 році (соціальна драма «Ліцар, або в столиці пісків»). Він написав більше за 30 п'єс, переважно на історичну тему — «Ехнатон і Нефертіті» (1940), «Трагедія Едіпа» (1949) та ін. Також він є автором історичного роману «Життя Шуджаа», соціальної комедії «Цвяшок Гохі» (1952) і антисіоністської п'єси «Новий Шейлок» (1945).